# Loxocarpus incanus
Loxocarpus icanus là một loài thực vật có hoa trong họ Tai voi. Loài này được Robert Brown mô tả khoa học đầu tiên năm 1838.